# جيمس ر. جوستين
جيمس ر. جوستين (بالإنجليزية: James R. Heath)‏ هو كيميائي أمريكي، ولد في 1962.